# Glen Campbell
Glen Travis Campbell (22. dubna 1936 Delight, Arkansas, USA – 8. srpna 2017 Nashville, Tennessee, USA) byl americký zpěvák country.

## Životopis
Jako kytarista-samouk se v roce 1958 přestěhoval do Los Angeles. Od konce padesátých let působil i v řadě dalších žánrů – jako vyhledávaný studiový hráč v šedesátých letech spolupracoval s desítkami interpretů, od bluegrassové skupiny Green River Boys, přes Franka Sinatru (hit Strangers In The Night) či Deana Martina (Everybody Loves Somebody) až po rockové The Beach Boys (album Pet Sounds, hit Good Vibrations). S poslední jmenovanou skupinou více než rok také vystupoval (1964/1965).
V roce 1967 vydal svůj první větší hit Gentle On My Mind, za nějž dostal několik Grammy. Stejnojmenné album získalo platinový status. Následovala série hitů – By The Time I Get To Phoenix (první country singl a album, které získaly Grammy v popových kategoriích), Wichita Lineman a Galveston. Jméno autora těchto písní, Jimmyho Webba, bylo s Campbellem spojováno do konce kariéry. Webb napsal Campbellovi další hit, Honey Come Back, který slavil velký úspěch v Británii. V roce 1970 na světových hitparádách měl úspěch i singl All I Have To Do Is Dream (duet se zpěvačkou Bobbie Gentry) a Try A Little Kindness (v českých zemích známý jako Franky Dlouhán). Úspěšná byla i coververze hitu Conwaye Twittyho It’s Only Make Believe. Na Oscara byla ten rok nominována píseň True Grit ze stejnojmenného westernu, kde si Campbell zahrál po boku Johna Wayna. V průběhu několika dalších let neměl žádný větší hit, i když americká televize vysílala Glenův úspěšný pořad Goodtime Hour. V roce 1975 si ale všechno vynahradil…
Jeho nahrávka Rhinestone Cowboy se stala jedním z největších hitů roku, vedla hitparádu ve čtyřech zemích, a prodalo se jí přes tři miliony kusů. O dva roky později se podruhé a naposledy dostal do čela americké hitparády se svým čtvrtým milionovým singlem Southern Nights. Poslední Top 40 hit na popové hitparádě, Can You Fool, vydal v roce 1978.
I když v osmdesátých a devadesátých letech vydal několik úspěšných alb, takových úspěchů jako v předchozích dvou dekádách již nedosáhl. Na přelomu let 1989 a 1990 nahrál své poslední velké country hity. V roce 2005 byl uveden do Country Music Hall Of Fame, o dva roky později do Musicians Hall Of Fame. V červnu 2011 oznámil, že mu byla před půl rokem diagnostikována Alzheimerova choroba, a tudíž se rozhodl ukončit kariéru, a rozloučit se s fanoušky posledním albem, Ghost On The Canvas (od kritiků se mu dostalo pozitivních ohlasů), a rovněž turné, v jehož rámci odehrál přes dvacet koncertů v Británii a Irsku.